# Munkemøllestræde
Munkemøllestræde er en gade i Odense. Digteren H.C. Andersen boede som barn i nummer 3 i gaden, der den gang var en del af byens fattigkvarter.
55°23′39.02″N 10°23′14.72″Ø / 55.3941722°N 10.3874222°Ø